# Merian (Familie)

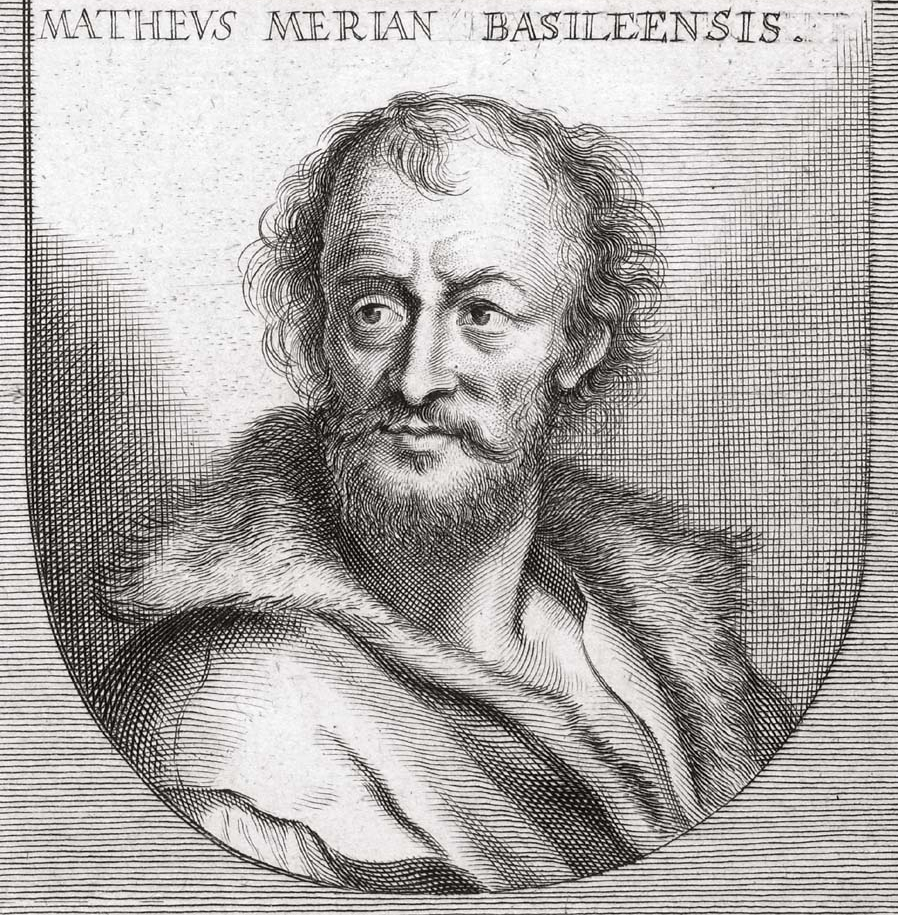
Matthäus Merian (1593–1650)

Merian ist ein Basler Familienname. Man zählt zwei Familienzweige (ältere und jüngere Linie), die 1498 beziehungsweise 1549/1553 ins Basler Bürgerrecht aufgenommen wurden. Die Merian zeichneten sich aus als «Ratsherrengeschlecht» (zahlreiche Vertreter in den Räten, das heisst öffentlichen Organen der Schweizer Stadt Basel seit 1532) und als Künstlerfamilie während des Barocks. Der von Matthäus Merian begründete Frankfurter Zweig der Familie führte im 17. Jahrhundert einen der grössten europäischen Verlage.

## Herkunft und Verbreitung
Der Familienname beschränkt sich nicht auf Basel und findet sich auch (in Varianten wie Meria, Mérian, Meriam und von Merian) im Elsass, in Lothringen, in der Provence, in Niederösterreich und in Mecklenburg. Jedoch stehen diese Familien wohl in keiner direkten Beziehung mit den Basler Merian, obwohl von einer gemeinsamen Wurzel im ehemaligen Fürstbistum Basel ausgegangen werden kann; dort finden sich als früheste Namensformen Merillate, Merylat, Miregla, Mureglat oder latinisiert Mariatte. Der Name leitet sich wahrscheinlich vom Meieramt ab; unwahrscheinlich sind dagegen Vermutungen, dass ein Zusammenhang mit der Gemeinde Meria auf Korsika oder einer angeblichen Abtei Merian im Hochstift Strassburg bestünde, das Gleiche gilt für Verweise auf die Adelsgeschlechter Marioni aus Mailand oder de Muriaux im Fürstbistum Basel.
Die älteste urkundliche Erwähnung der Familie im Fürstbistum stammt aus dem Jahr 1385 mit der Erwähnung eines Jehannin dit Mariatte de Buratte (Johann, genannt Mariatte, Bürger von Pruntrut), der in der Meierei Bure wohnhaft war. Diese Meierei gehörte ab 1283 den Bischöfen von Basel, zuvor den Herzögen des Elsass und den Grafen von Mömpelgard und Pfirt.

## Einbürgerung in Basel
Als Stammvater aller Basler Merian gilt ein Theobald Merian (um 1415 – um 1505), bischöflich-baslerischer Meier oder Amtmann in Lüttelsdorf/Courroux bei Delsberg/Delémont. Von diesem Theobald sollen die beiden Basler Familienzweige abstammen. Die ältere Linie geht auf den Sohn Theobald Merian (um 1465–1544) zurück, der um 1480 als Schiffmann von Lüttelsdorf nach Basel zog und später eine Sägerei im rechtsrheinischen Kleinbasel betrieb. Die jüngere Linie begründete Johann Peter Merian (um 1468/1478 – nach 1519), der als bischöflich-baslerischer Meier in Lüttelsdorf ebenfalls nach Basel kam. Ob es sich bei Theobald (Sohn) und bei Johann Peter tatsächlich um Brüder und damit um Söhne des Theobald (Vater) gehandelt hat, wie die Überlieferung behauptet, ist urkundlich nicht belegt.

## Bedeutende Vertreter
Aus beiden Familienzweigen stammen mehrere Personen ab, deren Bedeutung über Basel hinausreicht:
| Ältere Linie  | - Christoph Merian (Senior) (1769–1849), Kaufmann und Bankier, Bruder von Philipp, sieben-mal-Ur-Enkel von Theobald Merian. - Philipp Merian (1773–1848), Bruder von Christoph (Senior), in Freiburg im Breisgau wohnhaft, Kaufmann, Philanthrop und Stiftungsgründer, Ehrenbürger von Freiburg i. B. - Peter Merian (1795–1883), Cousin 3. Grades von Christoph Merian, Geologe, Mitbegründer der industriellen Salzgewinnung in der Schweiz (Schweizerhalle), Bruder von Johann Rudolf. - Johann Rudolf Merian (1797–1871), Mathematiker und Politiker, Bruder von Peter. - Christoph Merian (1800–1858), Sohn von Christoph (Senior), Neffe von Philipp Merian und Cousin 3. Grades von Peter Merian, Grossgrundbesitzer, Philanthrop und Gründer der Christoph Merian Stiftung, aus der 1976 der Christoph Merian Verlag hervorging. |
| Jüngere Linie | - Matthäus Merian der Ältere (1593–1650), von Basel nach Frankfurt ausgewandert, Künstler und Verleger - Matthäus Merian der Jüngere (1621–1687), Sohn des Matthäus Merian d. Ä. (aus erster Ehe), Künstler und Verleger - Caspar Merian (1627–1686), Sohn des Matthäus Merian d. Ä. (aus erster Ehe), Künstler - Maria Sibylla Merian (1647–1717), Tochter des Matthäus Merian d. Ä. (aus zweiter Ehe), Naturforscherin und Künstlerin - Johann Matthäus von Merian (1659–1716), Sohn des Matthäus Merian d. J., Porträtmaler und Verleger - Andreas Merian-Iselin (1742–1811), Politiker, Landamtmann der Schweiz 1806. |

### Frankfurter Linie
1624 hatte Matthäus Merian den Frankfurter Verlag seines Schwiegervaters Johann Theodor de Bry übernommen und 1626 das Frankfurter Bürgerrecht erworben. Nach seinem Tod am 19. Juni 1650 führten seine Söhne Matthäus d. J. und Caspar den Verlag unter dem Namen Matthäus Merians Seel. Erben fort. 1687 ging das Verlagshaus auf die dritte Generation über, und zwar auf Johann Matthäus Merian (1659–1716), einen Sohn von Matthäus Merian dem Jüngeren, der später in den Adelsstand erhoben und vom Mainzer Kurfürsten zum Geheimen Rat ernannt wurde. Nach dem Tod von Johann Matthäus von Merian 1716 führte seine Nichte Charlotte Maria von Merian (1691–1729) das Unternehmen bis zu seiner Auflösung im Jahr 1727. Mit dem Maler Carl Matthäus Merian (1705–1770), einem Urenkel von Matthäus d. Ä., starb die Frankfurter Linie aus. An sie erinnern die Merianstraße, der Merianplatz und die Merianschule im Nordend.

## Wappen
Das Stammwappen zeigt in Rot auf grünem Dreiberg ein schwarzes Hauszeichen. Die Familie erhielt 1563 eine Wappenbesserung durch Kaiser Ferdinand I: Schräg geteilt von Schwarz mit goldigem sechsstrahligem Stern und von Gold mit schwarzem Hauszeichen auf grünen Dreiberg.
Daneben tritt schon im 16. Jahrhundert eine Variante mit dem Hauszeichen und einen Storch auf. Dieses Wappen wurde im Adelsdiplom vom 15. August 1706 den Enkeln des älteren Matthäus (Carl Gustav und Johann Matthäus) mit folgender Blasonierung bestätigt: In Gold ein naturfarbener Storch auf grünem Grund; Kleinod: Zwei naturfarbene Storchenflügel mit blauem Hauszeichen.